# Гаролд Гардвік
Гаролд Гардвік (англ. Harold Hardwick, 14 грудня 1888 — 22 лютого 1959) — австралійський плавець.
Олімпійський чемпіон 1912 року.